# Prospalta atricuprea
Prospalta atricuprea är en fjärilsart som beskrevs av George Francis Hampson 1908. Prospalta atricuprea ingår i släktet Prospalta och familjen nattflyn. Inga underarter finns listade i Catalogue of Life.